# Saurauia nutans
Saurauia nutans är en tvåhjärtbladig växtart som beskrevs av A. Gilli. Saurauia nutans ingår i släktet Saurauia och familjen Actinidiaceae. Inga underarter finns listade i Catalogue of Life.